# Côté Caen
Côté Caen est un hebdomadaire d'information gratuit, publié à Caen (Calvados).
Il appartient au groupe Publihebdos, filiale du Groupe Ouest-France.
Son premier numéro paraît le 8 décembre 2010. Il paraît le mercredi sur 24 pages en couleur au format tabloïd. Il est tiré à 35 000 exemplaires.
Côté Caen se veut avant tout un « guide de sorties », selon Francis Gaunand, président du directoire de Publihebdos. S'il comprend une partie « actualités », il fait « la part belle au temps libre » .
Côté Caen se pose en concurrent direct de Tendance Ouest, hebdomadaire gratuit de l'hebdomadaire La Manche libre, lancé en 2009, tiré à 33 000 exemplaires.
Il emploie 7 personnes, dont 4 journalistes.